# Tågångare
För tågång hos människor, se tågång

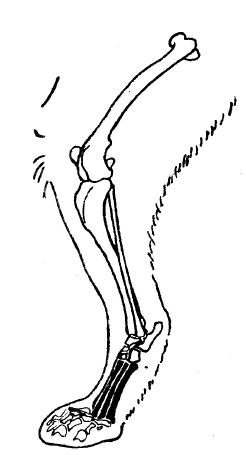
Tågångare (hund)

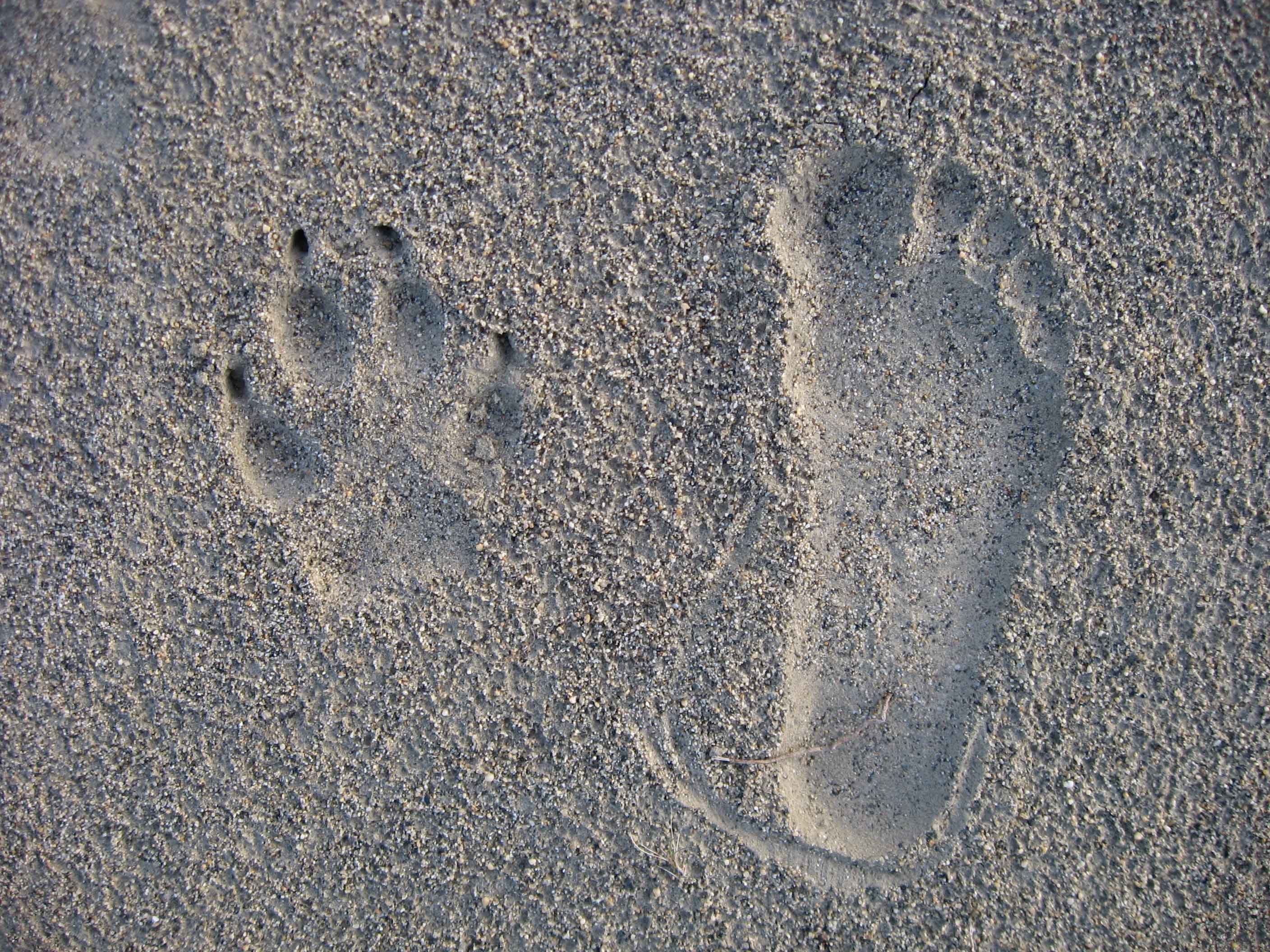
Jämförelse av fotavtryck från tågångare (varg) och hälgångare (människa)

Tågångare är djur som går på tå. Djur som tillhör tågångare är bland annat ett stort antal utdöda dinosaurier (Theropoder). Nu levande djur som är tågångare är till exempel hunddjur (Canidae: så som hundar, vargar, rävar, präriehundar), kattdjur (Felidae: alla kattdjur, som huskatter, lejon och tigrar som exempel).